# Ekatin
Ekatin ou thiometon é um inseticida organofosforado. É um líquido com alta visacosidade de odor não agradável, não solúvel em água. Seu nome químico é 0,0-dimetil S-(2 etilmercaptortil) fosforoditionato. É considerado moderadamente tóxico.